# Peeter van Bloemen
Peeter van Bloemen, kallad Standaert eller Stendardo, född 17 januari 1657 i Antwerpen, död där 6 april 1720, var en flamsk målare. Han var bror till Jan Frans och Norbert van Bloemen.
van Bloemen var lärjunge av Simon van Douw och blev redan 1674 mästare i Antwerpens Lukasgille. Han begav sig senare till Rom, där han levde i flera år och ännu befann sig 1688. Han målade framför allt hästtavlor av alla slag, fältläger, ryttarfäktningar, hästmarknader, ridskolor och liknande, med italiensk lokalfärg. Tavlor av honom finnas i de flesta museer, bland annat på Nationalmuseum i Stockholm.